# Eleanor Norcross
Eleanor Norcross (Fitchburg (Massachusetts), 24 juni 1854 – aldaar, 19 oktober 1923), geboren als Ella Augusta Norcross, was een Amerikaanse kunstenares, kunstverzamelaar en sociaal hervormer. Ze maakte impressionistische portretten en stillevens, maar is bekender van haar schilderijen van deftige interieurs.

## Levensloop

### Familie
Norcross groeide op in Fitchburg, Massachusetts met haar vader, moeder en broertje, respectievelijk Amasa, Susan Augusta en Nelson Norcross. In 1863 overleed haar broer aan roodvonk en in 1868 overleed haar moeder, waardoor Norcross vanaf haar veertiende alleen met haar vader woonde. Met hem ontwikkelde zij dan ook een hechte band. Het gezin was niet erg welvarend, maar de twee overgebleven leden konden comfortabel leven.

### Opleiding
Norcross genoot een bevoorrechte opleiding die voor weinig van haar vrouwelijke tijdgenoten mogelijk was. Op haar zestiende studeerde zij af aan Fitchburg High School en in 1870 ging ze naar Wheaton Female Seminary (nu Wheaton College), een instituut die jonge vrouwen dezelfde academische kansen beoogde te bieden als mannelijke studenten. Hier schreef zij veel essays voor het literaire schooltijdschrift Rushlight, waarin ook haar feministische ideeën terug zijn te zien. Na haar slagen in 1872 begon zij met studeren op de Massachusetts Normal Art School in Boston om kunstdocent te worden. Hier leerde zij te tekenen door simpele vormen en objecten te kopiëren. In 1876 behaalde zij haar certificaat en hierna gaf ze een jaar lang tekenles op een openbare school.

### Washington en New York
Intussen was vader Amasa in 1873 verkozen tot de eerste burgemeester van Fitchburg en in 1876 begon hij zijn eerste van drie opeenvolgende termijnen in het Amerikaanse congres. Norcross verhuisde hiervoor met haar vader naar Washington. Hier verwierf zij veel populariteit in de kringen van haar vader als zijn gastvrouw, en mocht ze zelfs op uitnodiging van de toenmalige First Lady op receptie komen in het Witte Huis. Haar artistieke studie kwam door deze populariteit echter tot een tijdelijke halt, totdat zij in 1878 besloot Washington achter zich te laten en zich vol op haar studie te gaan richten in New York. Zij werd hierin financieel gesteund door haar vader, op voorwaarde dat zij geen van haar eigen werken zou verkopen. Haar vader vond namelijk dat vrouwen hun werken moesten weggeven en zich niet moesten mengen in de op mannen georiënteerde zakenwereld. In New York kwam Norcross vijf jaar lang in de leer bij William Merritt Chase, die lesgaf aan kunstenaars in de Art Students’ League.

### Parijs
In juni 1883 zeilde Norcross naar Parijs om in de twee opvolgende winters onder de Belgische kunstenaar Alfred Stevens te studeren. Hier ontmoette zij Alix d’Anethan en via haar ook Pierre Puvis de Chavannes. De laatste nodigde Norcross via een persoonlijke brief uit om tentoon te stellen in de salon van de Société Nationale des Beaux-Arts, wat zij deed van 1887 tot aan haar dood. Bovendien leerde zij via dit netwerk ook Degas, Rodin en Monet kennen. Ook stond zij hier regelmatig bij de minder conservatieve Salon d’Automne. Hierdoor werd haar werk erg bekend in Europese en Amerikaanse kunstcycli. Norcross heeft veertig jaar in Parijs gewoond en in deze tijd trok zij heel Europa door. De zomers bracht zij altijd in Fitchburg door met haar vader en na zijn pensioen kwam haar vader in de winters bij haar wonen, tot zijn dood in 1898. In de laatste twaalf jaren van haar leven huurde Norcross een appartement aan de rue de Bellechasse, uitkijkend op de tuin van het klooster van St. Clotilde. Hier begeleidde zij studenten en oude vrienden uit het atelier van Alfred Stevens, waaronder Alix d’Anéthan. Het appartement was een grote inspiratiebron voor haar en het interieur komt ook veel in haar collectie terug.

### Kunst in dienst van sociale verbetering
Tijdens haar verblijf in Parijs werd Norcross erkend en gerespecteerd vanwege haar talent als kunstenaar, maar ook vanwege haar intellectuele en culturele bezigheden, waaronder projecten voor sociale verbetering en wereldvrede. Zij wilde de samenleving verbeteren door mensen te inspireren, te onderwijzen en zo cultureel te verrijken. Norcross bezocht veel kleine musea in Europa die educatie en cultuur bevorderden. Zij was zo onder de indruk van deze invloed op de gemeenschap dat zij vastberaden was om eenzelfde soort museum in Fitchburg te realiseren. Haar levensmissie werd dan ook om haar thuisstad de kans te geven de kunst te ervaren die zij in Europa tegenkwam, en haar eigen kunst kwam in dienst te staan van dit ideaal. Dit is terug te zien in de verandering van onderwerpen die zij schilderde vanaf 1905. Ze begon interieurs van onder andere het Louvre te schilderen en kopieën te maken van werken van de Oude Meesters. Deze werken stuurde zij dan terug naar Fitchburg zodat het daar tentoongesteld konden worden. Ook begon zij kunstobjecten (zoals porselein, textiel en meubels) te verzamelen om een museum op te richten in Fitchburg.

### Nalatenschap
Norcross stierf door nierfalen op 19 oktober 1923 in Fitchburg. Hierna heeft het Musée des Arts Decoratifs in 1924 een retrospectieve tentoonstelling gehouden met 53 van haar werken, die werd geopend door de Amerikaanse ambassadeur Myron T. Herrick. Ook hingen haar werken vervolgens in een tentoonstelling van de Salon d’Automne in 1924, een eer die nog niet eerder aan een Amerikaan was besteed. Haar derde grote retrospectieve tentoonstelling vond plaats in het Museum of Fine Arts in Boston in 1925. De werken die in Boston werden tentoongesteld vormden de kern van haar originele collectie voor het museum dat ze altijd had ingebeeld voor Fitchburg.    
De collectie van Norcross en haar donatie van $100,000 zijn gebruikt voor de oprichting van het Fitchburg Art Museum, waardoor haar droom van een cultureel centrum in Fitchburg alsnog uitkwam. Voor de vormgeving van het gebouw werd gekeken naar suggesties in het testament van Norcross. Op 7 april 1929 werd dit museum dan ook aan haar opgedragen. In 1933 brak er een brand uit die het gebouw ernstig heeft beschadigd en het merendeel van de collectie heeft vernietigd, inclusief werken van Norcross. Het museum is herbouwd en telt nu vier gebouwen met 20,000 vierkante voet aan loopruimte. De reputatie van Norcross van het brengen van kunst en kunstonderwijs naar Fitchburg leeft voort in de stad. Het museum biedt speciale programma’s voor jongeren en volwassenen en verwelkomt studenten.

## Werken
Norcross schilderde in haar vroegere kunstcarrière vooral stillevens en interieurs.

Zoals te zien in Woman in a Garden combineert Norcross een academische neiging voor articulerend tekenen met een cultivatie van de schilderachtige effecten geïntroduceerd door Chase en versterkt door haar contact met Franse impressionisten zoals Monet. Haar poging tot het integreren van twee duidelijk verschillende methodes reflecteert het advies van Alfred Stevens in zijn boek Impressions on Painting (1886). In haar composities voert Norcross de kijker langs objecten die zijn tentoongesteld door onder andere schuine perspectieven. Dit is terug te zien in Carpeaux Sèvres, waarin het hoofdobject niet middenin, maar meer aan de zijkant is geplaatst.

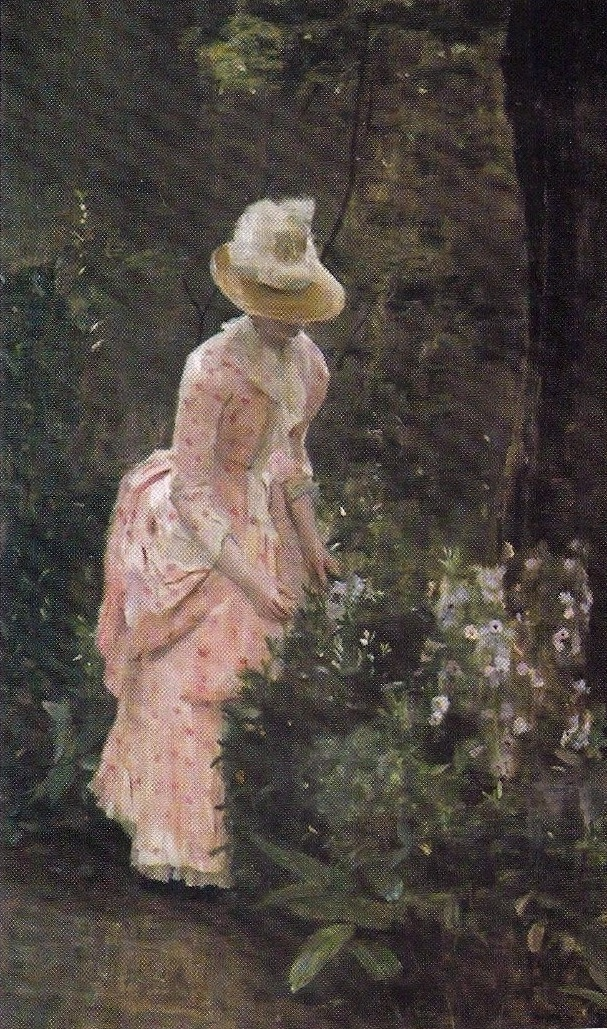
Woman in a Garden, Fitchburg Art Museum
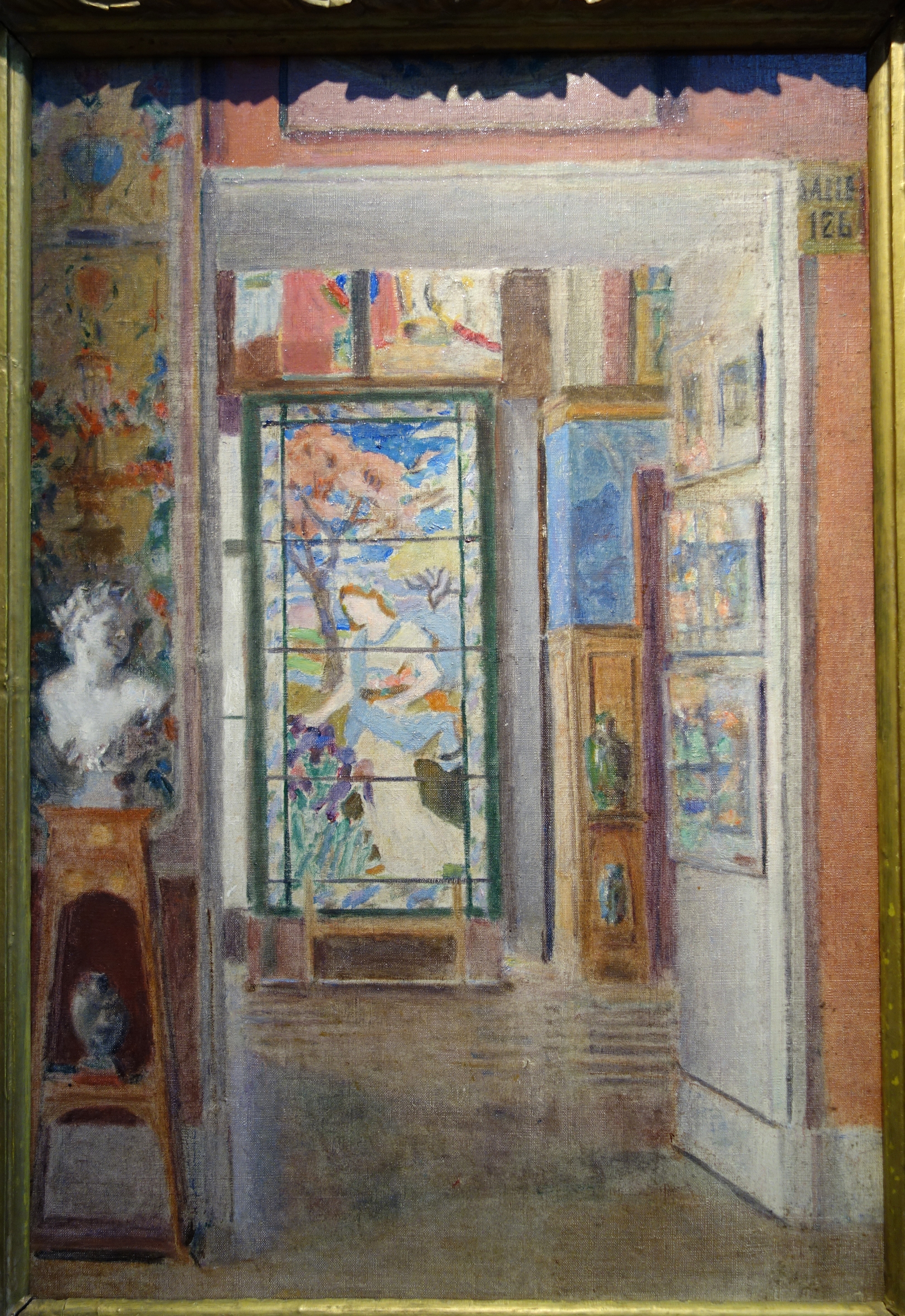
Carpeaux Sèvres, Fitchburg Art Museum

Deze onderwerpen zijn gradueel vervangen door onderwerpen die meer aansluiten bij haar plannen voor sociale verbetering. Het merendeel van haar schilderijen na 1905 laten verschillende installaties en objecten in het Louvre zien, of zijn trouwe kopieën van Oude Meesters als Botticelli, Hals en Velásquez. Ook beoogde Norcross de Franse kunst uit de Gotiek van de twaalfde tot de negentiende eeuw in beeld te brengen voor haar thuisfront. Hiervoor werkte zij vanaf 1905 tot aan haar dood systematisch door de galerijen van het Louvre heen. Ze verrijkte deze werken met haar kleurgebruik en haar talent om textuur en reflecties weer te geven, waarvoor zij vaak geprezen werd.
Haar werken hebben erg geleden onder de verwoestingen van de tijd. Waar het werk van bekendere artiesten ideale opslagomstandigheden genoten, zijn haar canvassen beschadigd door onder andere vuur en overstromingen.